# Mijn Vrijheid
Mijn Vrijheid is een autobiografie van politica en ex-Tweede Kamerlid Ayaan Hirsi Ali. Het boek werd in Nederland op 29 september 2006 gepubliceerd en in de Verenigde Staten op 1 februari 2007 met als titel Infidel.
Het boek handelt over Hirsi Ali's eigen problemen met de islam. Ze behandelt hoe haar kijk op de islam is ontstaan door haar ervaringen met de politieke chaos in Somalië en andere Afrikaanse landen. Daar werd ze onderworpen aan genitale mutilatie en moest ze later een verplicht huwelijk aangaan. Daarnaast behandelt het boek haar gevoelens over de kwestie Theo van Gogh, de kabinetscrisis die de regering Balkenende II liet vallen en haar feministische kijk op de islam.
Het boek kreeg veel lof in de Amerikaanse pers, waar het boek de top-10 van 'bestsellers' bereikte. Op 11 september 2008 won Hirsi Ali de Anisfield-Wolf boekenprijs voor de autobiografie.